# Ву, Кристофер
Кристофе́р Мори́с Ву (фр. Christopher Maurice Wooh; род. 18 сентября 2001, XVII округ Парижа) — камерунский и французский футболист, защитник клуба «Ренн» и сборной Камеруна. Участник чемпионата мира 2022 года.

## Клубная карьера
Ву — воспитанник клубов «Писё Ловре», «Шантийи» и «Нанси». 20 января 2021 года в поединке Кубка Франции против «Сошо» Кристофер дебютировал за основной состав последнего. 13 февраля в матче против «Дюнкерка» он дебютировал в Лиги 2. 15 мая в поединке против «Амьена» Кристофер забил свой первый гол за «Нанси».
Летом 2021 года Ву перешёл в «Ланс», подписав контракт на 4 года. 8 августа в матче против «Ренна» он дебютировал в Лиге 1. Всего провёл за команду 14 матчей в чемпионате Франции, в которых отметился двумя результативными передачами.
1 сентября 2022 года Ву перешёл в «Ренн», заключив четырёхлетний контракт. Сумма трансфера составила 9 млн евро. 13 октября в стартовом составе матча группового этапа Лиги Европы УЕФА 2022/23 против «Динамо» (Киев) он дебютировал за новый клуб. В этом же поединке Кристофер забил свой первый гол за «Ренн».

## Карьера в сборной
В мае 2022 года главный тренер сборной Камеруна Ригобер Сонг впервые вызвал Ву для участия в матчах отборочного турнира к Кубку африканских наций 2023 года против сборных Кении и Бурунди. 9 июня Кристофер дебютировал за сборную в матче против Бурунди, выйдя на замену Майклу Нгадё.
10 ноября Ву был включён в официальную заявку для участия в чемпионате мира в Катаре. На турнире он сыграл в матче против сборной Бразилии.

## Статистика выступлений

### Клубная статистика
| Выступление      | Выступление      | Выступление      | Чемпионат | Чемпионат | Кубок | Кубок | Еврокубки | Еврокубки | Итого | Итого |
| Клуб             | Лига             | Сезон            | Игры      | Голы      | Игры  | Голы  | Игры      | Голы      | Игры  | Голы  |
| ---------------- | ---------------- | ---------------- | --------- | --------- | ----- | ----- | --------- | --------- | ----- | ----- |
| Нанси            | Лига 2           | 2020/21          | 13        | 2         | 1     | 0     | —         | —         | 14    | 2     |
| Нанси            | Итого            | Итого            | 13        | 2         | 1     | 0     | —         | —         | 14    | 2     |
| Ланс             | Лига 1           | 2021/22          | 14        | 0         | 2     | 0     | —         | —         | 16    | 0     |
| Ланс             | Лига 1           | 2022/23          | 1         | 0         | 0     | 0     | —         | —         | 1     | 0     |
| Ланс             | Итого            | Итого            | 15        | 0         | 2     | 0     | —         | —         | 17    | 0     |
| Ренн             | Лига 1           | 2022/23          | 6         | 0         | 0     | 0     | 1         | 1         | 7     | 1     |
| Ренн             | Итого            | Итого            | 6         | 0         | 0     | 0     | 1         | 1         | 7     | 1     |
| Всего за карьеру | Всего за карьеру | Всего за карьеру | 34        | 2         | 3     | 0     | 1         | 1         | 38    | 3     |

### Международная статистика
| Сборная          | Сезон            | Товарищеские | Товарищеские | Официальные | Официальные | Итого | Итого |
| Сборная          | Сезон            | Игры         | Голы         | Игры        | Голы        | Игры  | Голы  |
| ---------------- | ---------------- | ------------ | ------------ | ----------- | ----------- | ----- | ----- |
| Камерун          |                  |              |              |             |             |       |       |
| 2022             | 1                | 0            | 1            | 0           | 2           | 0     |       |
| Всего за карьеру | Всего за карьеру | 1            | 0            | 1           | 0           | 2     | 0     |

### Матчи за сборную
| № | Дата           | Оппонент | Счёт | Голы | Карточки | Минуты | Соревнование              |
| - | -------------- | -------- | ---- | ---- | -------- | ------ | ------------------------- |
| 1 | 9 июня 2022    | Бурунди  | 1:0  | —    | —        | 3'     | Отборочные матчи КАН-2023 |
| 2 | 18 ноября 2022 | Панама   | 1:1  | —    | —        | 17'    | Товарищеский матч         |

Итого: 2 матча/ 0 голов; 1 победа, 1 ничья, 0 поражений.